# Indigofera nambalensis
Indigofera nambalensis är en ärtväxtart som beskrevs av Hermann August Theodor Harms. Indigofera nambalensis ingår i släktet indigosläktet, och familjen ärtväxter. Inga underarter finns listade i Catalogue of Life.